# Un bacio all'improvviso
Un bacio all'improvviso è un singolo del rapper italiano Rocco Hunt e della cantante spagnola Ana Mena, pubblicato il 4 giugno 2021 come quarto estratto dal quinto album in studio di Rocco Hunt Rivoluzione.
Nello stesso anno è uscita anche una versione in spagnolo intitolata Un beso de improviso.

## Video musicale
Il video, diretto da Fabrizio Conte e girato tra Barcellona e la Costa Brava, è stato pubblicato il 15 giugno 2021 attraverso il canale YouTube del rapper.

## Tracce
Testi di Rocco Pagliarulo e Federica Abbate, musiche di Stefano Tognini.
1. Un bacio all'improvviso – 2:51

## Classifiche

### Classifiche settimanali
| Classifica (2021) | Posizione massima |
| ----------------- | ----------------- |
| Italia            | 4                 |
| Spagna            | 55                |

### Classifiche di fine anno
| Classifica (2021) | Posizione |
| ----------------- | --------- |
| Italia            | 12        |